# Dipoena trinidensis
Dipoena trinidensis är en spindelart som beskrevs av Claude Lévi 1963. Dipoena trinidensis ingår i släktet Dipoena och familjen klotspindlar. Inga underarter finns listade i Catalogue of Life.